# Weltkongress der Tataren
Der Weltkongress der Tataren (tatarisch Бөтендөнья татар конгрессы; russisch Всемирный конгресс татар) mit Sitz in Kasan, der Hauptstadt der Republik Tatarstan in der Russischen Föderation, ist eine öffentliche Organisation, die Tataren in aller Welt vereint.

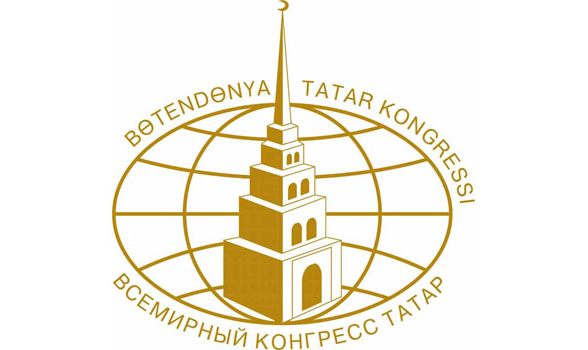
Logo des Weltkongresses der Tataren (mit dem stilisierten Sujumbike-Turm des Kasaner Kremls)

## Geschichte
Im Juni 1992 fand der 1. Weltkongress der Tataren statt. Neben Russland und Tatarstan nahmen Delegierte aus nahen und fernen Ländern an dem Kongress teil. Auf dem ersten Forum wurde beschlossen, das Exekutivkomitee des Weltkongresses der Tataren zu gründen. Im April 1998 wurde die Organisation beim russischen Justizministerium registriert.
Eigenen Angaben zufolge zählen zu seinen wichtigsten Zielen:
- Konsolidierung des tatarischen Volkes und seiner öffentlichen Vereinigungen;
- Förderung der nationalen und kulturellen, sozioökonomischen und spirituellen Entwicklung des tatarischen Volkes;
- Mitwirkung bei der Entwicklung und Umsetzung gezielter Programme im Bereich der Kulturentwicklung.[2]

Bereits auf dem 1. Weltkongress war die Forderung nach der Rückkehr zur Lateinschrift erhoben worden, die als unifiziertes Alphabet für alle Turkvölker gültig werden sollte.
Die Kongresse finden in der Regel alle 5 Jahre statt. Der Sitz der Organisation befindet sich in der Karl-Marx-Straße in Kasan.
Ihr derzeitiger Vorsitzender ist Wassil Schaichrasijew.